# Sabrina Ricciardi
Sabrina Ricciardi (Benevento, 21 novembre 1968) è una politica italiana.

## Biografia
Nata e residente a Benevento, ha conseguito la laurea in giurisprudenza nel 1995 presso l'Università degli Studi di Napoli Federico II. Di professione è avvocato, specializzata in controversie relative al diritto di famiglia e mediazione familiare.

### Elezione a senatore
Iscritta al Movimento 5 Stelle, alle elezioni comunali del 2016 è candidata a consigliere comunale di Benevento, ottenendo 376 preferenze e risultando la prima dei non eletti. 
Alle elezioni politiche del 2018 viene eletta al Senato della Repubblica per il Movimento 5 Stelle nel collegio plurinominale Campania - 01.
Il 17 luglio 2018 entra a far parte della Commissione di Vigilanza Rai.
Alle elezioni politiche del 2022 viene candidata alla Camera dei Deputati per il M5S nel collegio uninominale Campania 2 - 03 (Benevento), ottenendo il 22,15% e venendo superata da Francesco Maria Rubano del centrodestra (36,94%), non viene dunque rieletta